# Xavier Neujean
Pour les articles homonymes, voir Neujean.
Xavier Neujean, né le 23 janvier 1840 à Theux et mort le 26 janvier 1914  à Liège, est un homme politique belge de tendance libérale, et un militant wallon.

## Biographie
Docteur en droit de l'université de Liège en 1861, il s'inscrit la même année comme avocat au barreau de Liège. Il est élu conseiller communal de Liège en 1866, conseiller provincial en 1870 et devient député de l'Arrondissement administratif de Liège de 1878 à 1894 et de 1900 à 1912, année où il est nommé ministre d'État. 
Pendant la guerre scolaire (1879-1884) en Belgique, Xavier Neujean est à l'origine de l'enquête scolaire. Il fut aussi un membre du comité de patronage de la Ligue wallonne de Liège et l'Encyclopédie du Mouvement wallon lui consacre une brève notice (Tome III). 
Il est le père de Xavier Neujean le Jeune, sénateur et bourgmestre de Liège de 1927 à 1940.

## Hommage
En 1920, la place Saint-Jean (au centre de Liège, devant l'ancienne collégiale Saint-Jean) est rebaptisée place Xavier Neujean.